# نيل برود
نيل برود (بالإنجليزية: Neil Broad)‏ مواليد 20 نوفمبر 1966 في كيب تاون، هو لاعب كرة مضرب بريطاني سابق بدأ مسيرته كمحترف سنة 1986 وكان يلعب باليد اليمنى، اعتزل اللعب في 2000. أعلى تصنيف له في الفردي كان المركز الـ 84 في سنة 1989. سبق أن شارك في دورة الألعاب الأولمبية الصيفية.

## النهائيات

### النهائيات الأولمبية

#### الزوجي: 1 (0–1)
| الحصيلة | السنة | البطولة           | الأرضية | الشريك     | المنافس                   | النتيجة       |
| ------- | ----- | ----------------- | ------- | ---------- | ------------------------- | ------------- |
| فضة     | 1996  | الألعاب الأولمبية | صلبة    | تيم هينمان | تود وودبريدج مارك وودفورد | 4–6, 4–6, 2–6 |

## الميداليات
| الميدالية | المسابقة                       |
| --------- | ------------------------------ |
| فضية      | الألعاب الأولمبية الصيفية 1996 |

## روابط خارجية
- نيل برود على موقع رابطة محترفي التنس (الإنجليزية)
- نيل برود على موقع الاتحاد الدولي لكرة المضرب (الإنجليزية)
- نيل برود على موقع كأس ديفيز (الإنجليزية)
- نيل برود على موقع خلاصة التنس.كوم (الإنجليزية)
- نيل برود على موقع أوليمبيديا (الإنجليزية)
- نيل برود على موقع اللجنة الأولمبية البريطانية (الإنجليزية)